# Amphisbaena saxosa
Amphisbaena saxosa är en ödleart som beskrevs av Castro-Mello 2003. Amphisbaena saxosa ingår i släktet Amphisbaena och familjen Amphisbaenidae. Inga underarter finns listade.
Arten förekommer i Brasilien i delstaten Tocantins. Honor lägger ägg. Utbredningsområdet är uppskattningsvis 1350 km² stort. Habitatet utgörs av savannlandskapet Cerradon.
I regionen byggdes en dammbyggnad. IUCN listar arten som nära hotad (NT).